# Viktória Kučerová
Viktória Kučerová (n. 8 noiembrie 2005) este o sportivă ce a reprezentat Slovacia. A participat la competiții asociate Jocurilor Olimpice în care a câștigat o medalie de bronz.

## Participări
Lista de mai jos prezintă principalele competiții la care a participat Viktória Kučerová de-a lungul carierei.
- Jocurile Olimpice de iarnă pentru tineret din 2020[*][2]